# Epsilonema hadroctenum
Epsilonema hadroctenum är en rundmaskart. Epsilonema hadroctenum ingår i släktet Epsilonema och familjen Epsilonematidae.

## Underarter
Arten delas in i följande underarter:
- E. h. asymmetricum
- E. h. hadroctenum
- E. h. epsilonoides